# Tiếng Pháp
Tiếng Pháp (le français, IPA: [lə fʁɑ̃sɛ] ⓘ hoặc la langue française, IPA: [la lɑ̃ɡ fʁɑ̃sɛz]) là một ngôn ngữ Rôman (thuộc hệ Ấn-Âu). Giống như tiếng Ý, Bồ Đào Nha, Tây Ban Nha, România, Catalonia hay một số khác, nó xuất phát từ tiếng Latinh bình dân, từng được sử dụng ở Đế quốc La Mã. Tiếng Pháp phát triển từ Gaul-Rôman, loại tiếng Latinh tại Gaul, hay chính xác hơn là tại Bắc Gaul. Những ngôn ngữ gần gũi nhất với tiếng Pháp là các langues d'oïl—những thứ tiếng mà về mặt lịch sử từng được nói ở miền bắc Pháp và miền nam Bỉ. Tiếng Pháp được ảnh hưởng bởi các ngôn ngữ Celt tại vùng Gaul miền bắc Rôman (như tại Gallia Belgica) và bởi tiếng Frank (một ngôn ngữ German) của người Frank. Ngày nay, có nhiều ngôn ngữ creole dựa trên tiếng Pháp, đáng chú ý nhất là tiếng Haiti. Cộng đồng người nói tiếng Pháp (có thể là một người hoặc một quốc gia) được gọi là "Francophone".
Tiếng Pháp là ngôn ngữ chính thức tại 29 quốc gia, đa phần là thành viên của la francophonie, một cộng đồng quốc gia Pháp ngữ. Nó là ngôn ngữ thứ nhất tại Pháp, tỉnh Québec của Canada, miền tây Thụy Sĩ, vùng Wallonia tại Bỉ, Monaco, một số phần nhất định khác của Canada và Hoa Kỳ, và tại những cộng đồng Pháp ngữ nhiều nơi. Tới năm 2015, 40% số người francophone (gồm cả người nói L2) sống ở châu Âu, 35% ở châu Phi hạ Sahara, 15% ở Bắc Phi và Trung Đông, 8% ở châu Mỹ, 1% ở châu Á và châu Đại Dương.
Tiếng Pháp là tiếng bản ngữ của nhiều người thứ tư trong Liên minh châu Âu. 1/5 người châu Âu ở vùng phi Francophone nói tiếng Pháp. Do kết quả của việc tạo lập thuộc địa của Pháp và Bỉ từ thế kỷ 17 và 18, ngôn ngữ này được đưa đến châu Phi, châu Mỹ và châu Á. Đa phần người nói tiếng Pháp như ngôn ngữ thứ hai sống ở châu Phi Francophone, đặc biệt là Gabon, Algérie, Mauritius, Senegal và Bờ Biển Ngà. Năm 2015, ước tính có 77 tới 110 triệu người nói tiếng Pháp bản ngữ, và 190 triệu người nói tiếng Pháp như ngôn ngữ thứ hai. Chừng 270 triệu người có khả năng nói ngôn ngữ này. Theo dự án của Université Laval và Réseau Démographie de l'Agence universitaire de la francophonie, tổng lượng người nói tiếng Pháp sẽ đạt 500 triệu vào năm 2025 và 650 triệu vào năm 2050. Organisation internationale de la Francophonie ước tính 700 triệu người vào năm 2050, 80% trong đó sống ở châu Phi.

## Lịch sử
Tiếng Pháp là một ngôn ngữ Rôman (tức là có nguồn gốc từ tiếng Latinh thông tục) phát triển từ các phương ngữ Gaul-Rôman được nói ở miền bắc nước Pháp. Các dạng trước đó của ngôn ngữ bao gồm tiếng Pháp cổ và tiếng Pháp Trung đại.

### Tiếng Latinh thông tục ở Gaul
Do sự cai trị của người La Mã, cư dân Gaul dần dần bị đồng hóa và sử dụng tiếng Latinh thay tiếng mẹ đẻ và do vậy, nó phát triển một số đặc điểm địa phương riêng biệt về ngữ pháp so với tiếng Latinh được nói ở những nơi khác. Giọng địa phương này dần phát triển thành các ngôn ngữ Gaul-Rôman, bao gồm tiếng Pháp và các họ hàng gần nhất của nó, chẳng hạn như tiếng Arpitan.
Sự tiến hóa của tiếng Latinh ở Gaul được định hình qua hơn nửa thiên niên kỷ bởi tiếng Gaul của người Celt bản địa, vốn không tuyệt chủng cho đến cuối thế kỷ thứ 6, rất lâu sau sự sụp đổ của Đế quốc Tây La Mã. 90% dân số nơi đây vẫn có nguồn gốc bản địa do người La Mã chỉ đưa tầng lớp tinh hoa bản địa đã bị đồng hóa lên làm quan chứ không đồng hóa toàn bộ cư dân Gaul. Vào thời điểm La Mã lụi tàn, tầng lớp tinh hoa địa phương này đã dần từ bỏ hoàn toàn tiếng Gaul, nhưng các tầng lớp thấp hơn vẫn nói tiếng Gaul, đôi khi họ cũng có thể nói tiếng Latinh hoặc tiếng Hy Lạp. Sự chuyển đổi ngôn ngữ cuối cùng từ Gaul sang Latinh thông tục trong các nhóm dân cư nông thôn và tầng lớp thấp xảy ra sau đó, khi cả họ và giai cấp thống trị/quân đội Frank sử dụng tiếng Latinh Gaul-Rôman thông tục của tầng lớp trí thức thành thị.
Tiếng Gaul có thể vẫn tồn tại cho đến thế kỷ thứ VI ở Pháp, mặc dù đã bị La Mã hóa đáng kể. Cùng tồn tại với tiếng Latinh, tiếng Gaul đã giúp định hình các phương ngữ Latinh thông tục sau này phát triển thành tiếng Pháp, bao gồm lớp từ mượn và từ dịch sao phỏng, các thay đổi về âm vị chịu ảnh hưởng của tiếng Gaul, và sự chia động từ và thứ tự câu chịu ảnh hưởng của tiếng Gaul. Các nghiên cứu gần đây cho thấy rằng sự thay đổi giống ngữ pháp ban đầu có thể đã được thúc đẩy bởi giống ngữ pháp của các từ tương ứng trong tiếng Gaul.

### Tiếng Pháp thượng cổ
Sự khởi đầu của tiếng Pháp ở Gaul còn bị ảnh hưởng bởi các cuộc xâm lăng của người Đức, có tác động đáng kể lên phần phía bắc Pháp và ngôn ngữ ở đó. Sự tách nhánh ngôn ngữ bắt đầu xuất hiện trên khắp đất nước. Dân miền bắc nói langue d'oïl trong khi dân miền nam nói langue d'oc. Langue d'oïl sau này sẽ phát triển thành tiếng Pháp cổ. Thời kỳ Pháp Cổ kéo dài từ thế kỷ VIII đến thế kỷ XIV. Tiếng Pháp cổ có nhiều điểm tương đồng với tiếng Latinh. Ví dụ, tiếng Pháp cổ có trật tự từ có thể đảo cho nhau giống như tiếng Latinh bởi vì nó có một hệ thống cách ngữ pháp linh hoạt. Tiếng Pháp thời kì này hấp thụ một siêu lớp từ vựng (superstrate) tiếng Frankan Giéc-man, một tỷ lệ lớn từ vựng (hiện nay là khoảng 15% từ vựng tiếng Pháp hiện đại) bao gồm cả đại từ số ít mạo danh on (từ dịch sao phỏng từ tiếng Frank nghĩa là ta/người đàn ông/một người tương đương từ one trong tiếng Anh) và tên của chính ngôn ngữ đó (frank).

### Tiếng Pháp trung cổ
Trong tiếng Pháp cổ, nhiều phương ngữ đã xuất hiện nhưng phương ngữ Francien là tiếng nói không chỉ kế tục mà còn phát triển mạnh trong thời kỳ Trung cổ Pháp (thế kỷ XIV-XVII). Tiếng Pháp hiện đại phát triển từ phương ngữ Francien này. Về ngữ pháp, trong thời kỳ Trung cổ Pháp, biến cách danh từ giảm dần và tiêu biến rồi có thêm những quy tắc tiêu chuẩn hóa. Robert Estienne đã xuất bản cuốn từ điển Latinh-Pháp đầu tiên, bao gồm thông tin về ngữ âm, từ nguyên và ngữ pháp. Về chính trị, chiếu lệnh Villers-Cotterêts (1539) tuyên bố tiếng Pháp là ngôn ngữ của luật pháp.

### Tiếng Pháp hiện đại
Trong suốt thế kỷ XVII, tiếng Pháp  thay thế tiếng Latinh trở thành ngôn ngữ quan trọng nhất của ngoại giao và quan hệ quốc tế (lingua franca). Nó giữ vai trò này cho đến khoảng giữa thế kỷ XX, khi nó bị thay thế bởi tiếng Anh khi Hoa Kỳ trở thành cường quốc thống trị toàn cầu sau chiến tranh thế giới thứ hai. Stanley Meisler của tờ Los Angeles Times bình rằng việc hiệp ước Versailles được ký kết bằng cả tiếng Anh lẫn tiếng Pháp là "đòn đánh ngoại giao đầu tiên" lên ngôn ngữ này.
Trong thời kỳ Grand Siècle (thế kỷ VII), dưới sự cai trị của các nhà lãnh đạo kiệt xuất như Hồng y Richelieu và Louis XIV, tiếng Pháp đã có một thời kỳ thịnh vượng và nổi bật được công nhận bởi các quốc gia châu Âu. Richelieu thành lập Académie française để bảo toàn tiếng Pháp. Vào đầu những năm 1800, tiếng Pháp giọng Paris đã trở thành ngôn ngữ chính của tầng lớp quý tộc ở Pháp.
Gần đầu thế kỷ XIX, chính phủ Pháp đưa ra chính sách xóa bỏ dân tộc thiểu số và các ngôn ngữ địa phương (patois) được nói ở Pháp. Chính sách này bắt đầu vào năm 1794 với "Báo cáo về sự cần thiết và phương tiện tiêu diệt patois và phổ cập tiếng Pháp" của Henri Grégoire. Giáo dục công lập bắt buộc chỉ có tiếng Pháp được dùng để giảng dạy và việc sử dụng bất kỳ patois nào khác đều bị trừng phạt. Hệ thống Trường Công lập đặc biệt cử các giáo viên Pháp ngữ đến dạy ở các vùng như Occitania và Brittany. Chỉ dụ của một quan chức Pháp cho các giáo viên ở département Finistère, phía tây Brittany, bao gồm những điều sau: "Và hãy nhớ rằng, các quý vị được giao cho vị trí của mình để giết chết ngôn ngữ Breton". Tỉnh trưởng tỉnh Basses-Pyrénées Xứ Basque thuộc Pháp ghi lại vào năm 1846: "Các trường học của chúng tôi ở Xứ Basque chỉ có ý đồ là để thay thế tiếng Basque bằng tiếng Pháp..." Học sinh được dạy rằng ngôn ngữ tổ tiên của họ thấp kém hơn và họ nên xấu hổ về chúng; Quá trình này được biết đến ở vùng nói tiếng Occitan với tên gọi Vergonha.
Trong số các nhà cải cách lịch sử của chính tả Pháp, như Louis Maigret, Marle M., Marcellin Berthelot, Philibert Monet, Jacques Peletier du Mans, và Somaize, ngày nay cải cách nổi bật nhất được đề xuất bởi Mickael Korvin, một nhà ngôn ngữ học người Mỹ gốc Hungary. Ông muốn loại bỏ dấu trọng âm, chữ cái câm, chữ cái kép và hơn thế nữa.

### Các giai đoạn
Các nhà ngôn ngữ học chia sự phát triển của tiếng Pháp ra làm 4 giai đoạn:
- Tiếng Pháp Thượng cổ (ancien français): Từ thế kỷ thứ 9 đến thế kỷ thứ 13, điển hình bởi các văn kiện như Lời Tuyên thệ tại Strasbourg (843), Vie de Saint Léger (980), Chanson de Roland (1170), Brunain la vache au prestre (1165 và 1210),.... Tuy nhiên có nhiều nhà ngôn ngữ học cho rằng tiếng Pháp dùng trong thế kỷ thứ thứ 9 (nhất là Lời Tuyên thệ tại Strasbourg) là một loại tiếng Rôman tiền thân của tiếng Pháp.
- Tiếng Pháp Trung cổ (français moyen): Từ thế kỷ thứ 14 đến thế kỷ thứ 16, điển hình bởi các văn kiện như Les Enseignemenz (1304-1314), Lais ou le Petit Testament (1456),...
- Tiếng Pháp Cổ điển (français classique): Từ thế kỷ thứ 16 đến thế kỷ thứ 18, điển hình bởi các văn kiện như Sonnets (1545-1555), Peau d’Âne (1694),.... Vào năm 1539, vua Francis I ra Đạo lệnh Villers-Cotterêts tuyên bố tiếng Pháp là ngôn ngữ chính thức của Pháp. Vào năm 1634, Hồng y Richelieu thành lập Viện Hàn lâm Pháp (Académie française) để thống nhất và bảo vệ tiếng Pháp.
- Tiếng Pháp Cận đại (français moderne): Từ cuối thế kỷ thứ 18 đến nay. Thế kỷ thứ 18 và thế kỷ thứ 19 là thời kỳ huy hoàng của tiếng Pháp vì hầu hết các nhà quý tộc và các hoàng gia tại Âu châu đều có thể nói tiếng Pháp, ngôn ngữ chính trong các lãnh vực văn học và nghệ thuật là tiếng Pháp; cho đến gần giữa thế kỷ thứ 20 tiếng Pháp vẫn còn là tiếng chính trong lãnh vực ngoại giao.

## Phân bố địa lý

### Châu Âu

Hiểu biết về Pháp ngữ ở Liên minh Châu Âu và các nước ứng cử

19,71% dân số Liên minh Châu Âu sử dụng tiếng Pháp, đứng thứ ba ở EU, sau tiếng Anh và tiếng Đức và là ngôn ngữ được giảng dạy rộng rãi thứ hai sau tiếng Anh.
Theo Hiến pháp Cộng hòa Pháp, tiếng Pháp là ngôn ngữ chính thức của nước Pháp từ năm 1992, mặc dù chiếu lệnh Villers-Cotterêts đã quy định tiếng Pháp là bắt buộc đối với các văn bản pháp luật kể từ năm 1539.
Ở Bỉ, tiếng Pháp là ngôn ngữ chính thức ở cấp liên bang cùng với tiếng Hà Lan và tiếng Đức. Ở cấp độ địa phương, tiếng Pháp là ngôn ngữ chính thức duy nhất của Wallonia (ngoại trừ một phần Eupen-Malmedy, là vùng nói tiếng Đức) và là một trong hai ngôn ngữ chính thức — cùng với tiếng Hà Lan — của Vùng thủ đô Brussels, nơi có gần 80% người nói L1.
Tiếng Pháp là một trong bốn ngôn ngữ chính thức của Thụy Sĩ, cùng với tiếng Đức, tiếng Ý và tiếng Romansh, và được nói ở miền tây của Thụy Sĩ, được gọi là Romandy, trong đó Geneva là thành phố lớn nhất. Các phân khu ngôn ngữ ở Thụy Sĩ không trùng với các phân khu chính trị và một số bang cho phép song ngữ: ví dụ, các thành phố như Biel/Bienne và các bang Valais, Fribourg và Berne. Tiếng Pháp là ngôn ngữ mẹ đẻ của khoảng 23% dân số Thụy Sĩ, và được nói bởi 50% dân số.
Cùng với tiếng Luxembourg và tiếng Đức, tiếng Pháp là một trong ba ngôn ngữ chính thức của Luxembourg và là ngôn ngữ chủ đạo dùng trong doanh nghiệp cũng như của các cơ quan hành chính khác nhau. Nó cũng là ngôn ngữ chính thức của Monaco.
Ở cấp độ khu vực, tiếng Pháp được thừa nhận là ngôn ngữ chính thức ở vùng Thung lũng Aosta của Ý, nơi nó là ngôn ngữ đầu tiên của khoảng 30% dân số, trong khi các phương ngữ tiếng Pháp vẫn được các dân tộc thiểu số trên Quần đảo Channel sử dụng. Nó cũng được nói ở Andorra và là ngôn ngữ chính sau tiếng Catalan ở El Pas de la Casa. Tiếng Pháp là ngôn ngữ thứ hai được dạy chủ đạo từ bậc mẫu giáo ở vùng Saarland của Đức và hơn 43% công dân có thể nói tiếng Pháp.

### Châu Phi

Các nước thuộc cộng đồng Pháp Ngữ.
Dân số của cộng đồng này là 442.1 triệu năm 2020, và dự báo đạt khoảng từ 845 triệu đến 891 triệu người năm 2050.
Những nước thường được coi là thành viên
Các nước không phải Pháp ngữ song là thành viên quan sát của OIF

Phần lớn dân số nói tiếng Pháp trên thế giới sống ở Châu Phi. Theo ước tính năm 2018 từ Tổ chức Internationale de la Francophonie, có khoảng 141 triệu người châu Phi đến từ 34 quốc gia và vùng lãnh thổ [Ghi chú 1] có thể nói tiếng Pháp như ngôn ngữ thứ nhất hoặc thứ hai. Con số này không bao gồm những người sống ở các nước châu Phi không thuộc cộng đồng Pháp ngữ (francophone) học tiếng Pháp như ngoại ngữ. Do sự gia tăng của tiếng Pháp ở châu Phi, tổng dân số nói tiếng Pháp trên toàn thế giới dự kiến sẽ đạt 700 triệu người vào năm 2050. Tiếng Pháp là ngôn ngữ phát triển nhanh nhất trên lục địa này (xét về cả ngôn ngữ chính thức và ngoại ngữ). Tiếng Pháp là ngôn ngữ thứ hai chủ yếu ở Châu Phi, nhưng nó đã trở thành ngôn ngữ thứ nhất ở một số khu vực thành thị, chẳng hạn như vùng Abidjan, Bờ Biển Ngà[55] và ở Libreville, Gabon. Không có phương ngữ chính thức gốc Phi nào, mà có nhiều dạng khác nhau do tiếp xúc với các ngôn ngữ bản địa khác nhau của châu Phi.
Châu Phi Hạ Sahara là khu vực mà tiếng Pháp có khả năng lan tỏa nhất, vì sự mở rộng của giáo dục và sự gia tăng dân số nhanh chóng. Châu Phi cũng là nơi Pháp ngữ phát triển mạnh nhất trong những năm gần đây. Một số dạng bản ngữ của tiếng Pháp ở châu Phi có thể khó hiểu đối với những người nói tiếng Pháp từ các quốc gia khác, nhưng các dạng viết của ngôn ngữ này có liên quan rất chặt chẽ với những dạng còn lại của thế giới nói tiếng Pháp.

### Châu Mỹ
Tiếng Pháp là ngôn ngữ phổ biến thứ hai ở Canada, sau tiếng Anh, và cả hai đều là ngôn ngữ chính thức ở cấp liên bang. Nó là ngôn ngữ đầu tiên của 9,5 triệu người hoặc 29% và là ngôn ngữ thứ hai của 2,07 triệu người hoặc 6% toàn bộ dân số Canada. Tiếng Pháp là ngôn ngữ chính thức duy nhất ở tỉnh Quebec, là tiếng mẹ đẻ của khoảng 7 triệu người, hay gần 80% (Điều tra dân số năm 2006) của tỉnh. Khoảng 95% dân Quebec nói tiếng Pháp như ngôn ngữ thứ nhất hoặc thứ hai, đôi khi là ngôn ngữ thứ ba. Quebec bao gồm cả thành phố Montreal, là thành phố nói tiếng Pháp lớn thứ 4 thế giới, tính theo số người nói ngôn ngữ đầu tiên. New Brunswick và Manitoba là các tỉnh song ngữ chính thức duy nhất, mặc dù song ngữ đầy đủ chỉ được ban hành ở New Brunswick, nơi có khoảng một phần ba dân số nói tiếng Pháp. Tiếng Pháp cũng là ngôn ngữ chính thức của tất cả các lãnh thổ (Lãnh thổ Tây Bắc, Nunavut và Yukon). Trong số ba vùng lãnh thổ, Yukon có nhiều người nói tiếng Pháp nhất, chỉ chiếm dưới 4% dân số. Hơn nữa, mặc dù tiếng Pháp không phải là ngôn ngữ chính thức ở Ontario, nhưng Đạo luật Dịch vụ Ngôn ngữ Pháp đảm bảo rằng các dịch vụ của tỉnh bang sẽ được cung cấp bằng ngôn ngữ này. Đạo luật áp dụng cho các khu vực của tỉnh nơi có cộng đồng Pháp ngữ đáng kể, cụ thể là Đông Ontario và Bắc Ontario. Ở những nơi khác, các dân tộc thiểu số nói tiếng Pháp khá lớn được tìm thấy ở miền nam Manitoba, Nova Scotia, Đảo Prince Edward và Bán đảo Port au Port ở Newfoundland và Labrador, nơi phương ngữ Pháp Newfoundland từng được nói trong lịch sử. Những cộng đồng nói tiếng Pháp nhỏ hơn tồn tại ở tất cả các tỉnh khác.

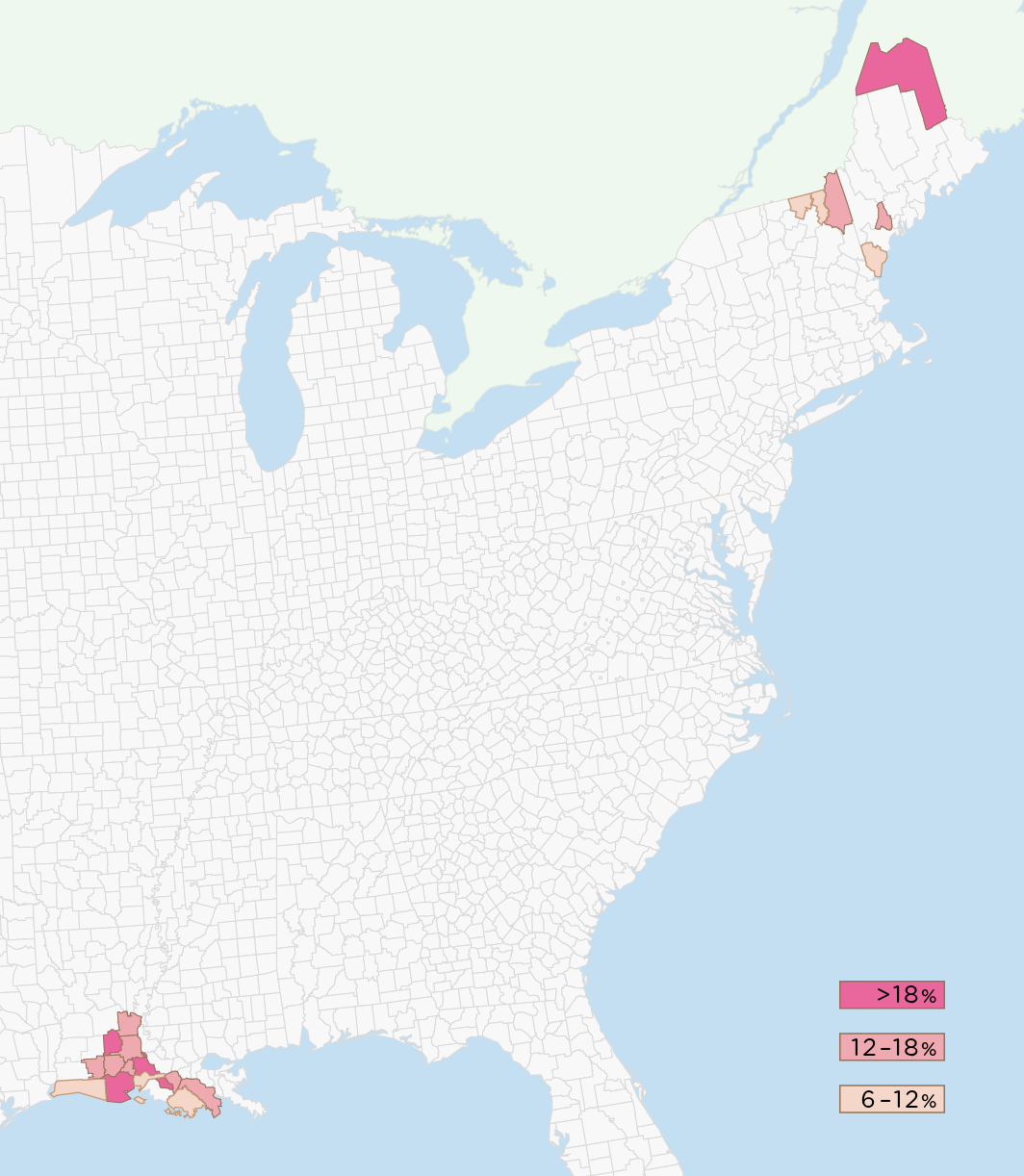
Phân bố Pháp ngữ ở Hoa Kỳ. Các quận màu hồng nhạt nghĩa là 6–12% dân cư tại đó nói tiếng Pháp tại gia; hồng trung bình, 12–18%; hồng đậm, hơn 18%. Không bao gồm các ngôn ngữ creole từ tiếng Pháp.

Theo Cục điều tra dân số Hoa Kỳ (2011), tiếng Pháp là ngôn ngữ thứ tư được sử dụng nhiều nhất ở Hoa Kỳ sau tiếng Anh, tiếng Tây Ban Nha và tiếng Trung Quốc, nếu coi tất cả phương ngữ của tiếng Pháp và các ngôn ngữ tiếng Trung là một. Tiếng Pháp vẫn là ngôn ngữ được sử dụng nhiều thứ hai ở các bang Louisiana, Maine, Vermont và New Hampshire. Louisiana là nơi có nhiều phương ngữ riêng biệt, được gọi chung là tiếng Pháp Louisiana. Theo Điều tra dân số Hoa Kỳ năm 2000, có hơn 194.000 người ở Louisiana nói tiếng Pháp ở nhà, nhiều nhất ở bất kỳ tiểu bang nào nếu loại trừ tiếng Creole Pháp. Tiếng Pháp New England, về cơ bản là một biến thể của tiếng Pháp Canada, được sử dụng ở các vùng của New England. Tiếng Pháp Missouri từng được nói ở Missouri và Illinois (trước đây gọi là Thượng Louisiana), nhưng ngày nay gần như tuyệt chủng. Tiếng Pháp cũng cũng được dùng lẻ tẻ dọc theo Bờ biển Vịnh của vùng trước đây là Hạ Louisiana thuộc Pháp, chẳng hạn như Đảo Mon Louis, Alabama và DeLisle, Mississippi nhưng những phương ngữ này đang bị đe dọa nghiêm trọng hoặc đã tuyệt chủng.
Tiếng Pháp là một trong hai ngôn ngữ chính thức của Haiti. Nó là ngôn ngữ chính của văn bản, giảng dạy và hành chính. Nó là tiếng nói của tất cả người Haiti có học thức và được sử dụng trong lĩnh vực kinh doanh. Nó cũng được sử dụng cho các sự kiện nghi lễ như đám cưới, lễ tốt nghiệp và thánh lễ nhà thờ. Khoảng 70–80% dân số của đất nước dùng tiếng Creole Haiti như tiếng mẹ đẻ; số còn lại nói tiếng Pháp như ngôn ngữ thứ nhất. Ngôn ngữ chính thức thứ hai là tiếng Creole Haiti đã được chuẩn hóa gần đây, mà hầu như toàn bộ dân số Haiti đều nói. Tiếng Creole Haiti là một trong những ngôn ngữ creole dựa trên tiếng Pháp, lấy phần lớn từ vựng từ tiếng Pháp, với những ảnh hưởng từ các ngôn ngữ Tây Phi, cũng như một số ngôn ngữ châu Âu. Haiti Creole có liên quan chặt chẽ với Louisiana Creole và creole từ Lesser Antilles.
Tiếng Pháp là ngôn ngữ chính thức của Guiana thuộc Pháp ở Nam Mỹ, và của Saint Pierre và Miquelon, một quần đảo ngoài khơi Newfoundland, Bắc Mỹ.

### Châu Đại Dương
Pháp có các lãnh thổ hải ngoại ở châu Đại Dương là Wallis và Futuna, Nouvelle-Calédonie và Polynésie thuộc Pháp, nên đương nhiên ở những nơi này thì tiếng Pháp là ngôn ngữ chính thức.

### Châu Á
Trái ngược với các châu lục khác, tiếng Pháp không có sự phổ biến ở châu Á. Hiện nay không có quốc gia nào ở châu Á công nhận tiếng Pháp là ngôn ngữ chính thức. Thuộc địa của Đế quốc thực dân Pháp tại châu Á trước kia chỉ có Liban, Syria, Campuchia, Lào, Việt Nam. Vì vậy tiếng Pháp cũng chỉ được sử dụng xung quanh các quốc gia này. Ngoại trừ Việt Nam thì các quốc gia kể trên coi tiếng Pháp như một ngôn ngữ thiểu số và có in quốc hiệu bằng tiếng Pháp trên hộ chiếu.

Tuy Việt Nam từng là thuộc địa của Pháp và hiện nay là thành viên của Cộng đồng Pháp ngữ, tiếng Pháp tại Việt Nam đã mất vị thế và hiện nay chỉ được coi là ngoại ngữ phụ với độ phổ biến là cực ít. Người Việt trẻ đang theo xu hướng sử dụng tiếng Anh làm ngoại ngữ chính và dùng từ ngoại lai/ từ mượn tiếng Anh nhiều hơn so với người Việt thế hệ trước kia thường dùng từ mượn tiếng Pháp. Các biển hiệu, thông báo ở Việt Nam thường dùng phụ đề ngoại ngữ là tiếng Anh. Sự tăng cường đầu tư và hợp tác kinh tế với sự phổ biến của phương tiện văn hóa của các nước và lãnh thổ Đông Á từ Trung Quốc, Hồng Kông, Đài Loan, Hàn Quốc, Nhật Bản, cũng như việc Việt Nam vốn là quốc gia có nền tảng văn hóa tương đồng thuộc vùng văn hóa Đông Á, giúp cho tiếng Trung (Quan thoại và Quảng Đông), tiếng Hàn, tiếng Nhật vượt qua tiếng Pháp để trở thành những ngoại ngữ có mức độ phổ biến tương đối khá ở Việt Nam chỉ sau tiếng Anh.

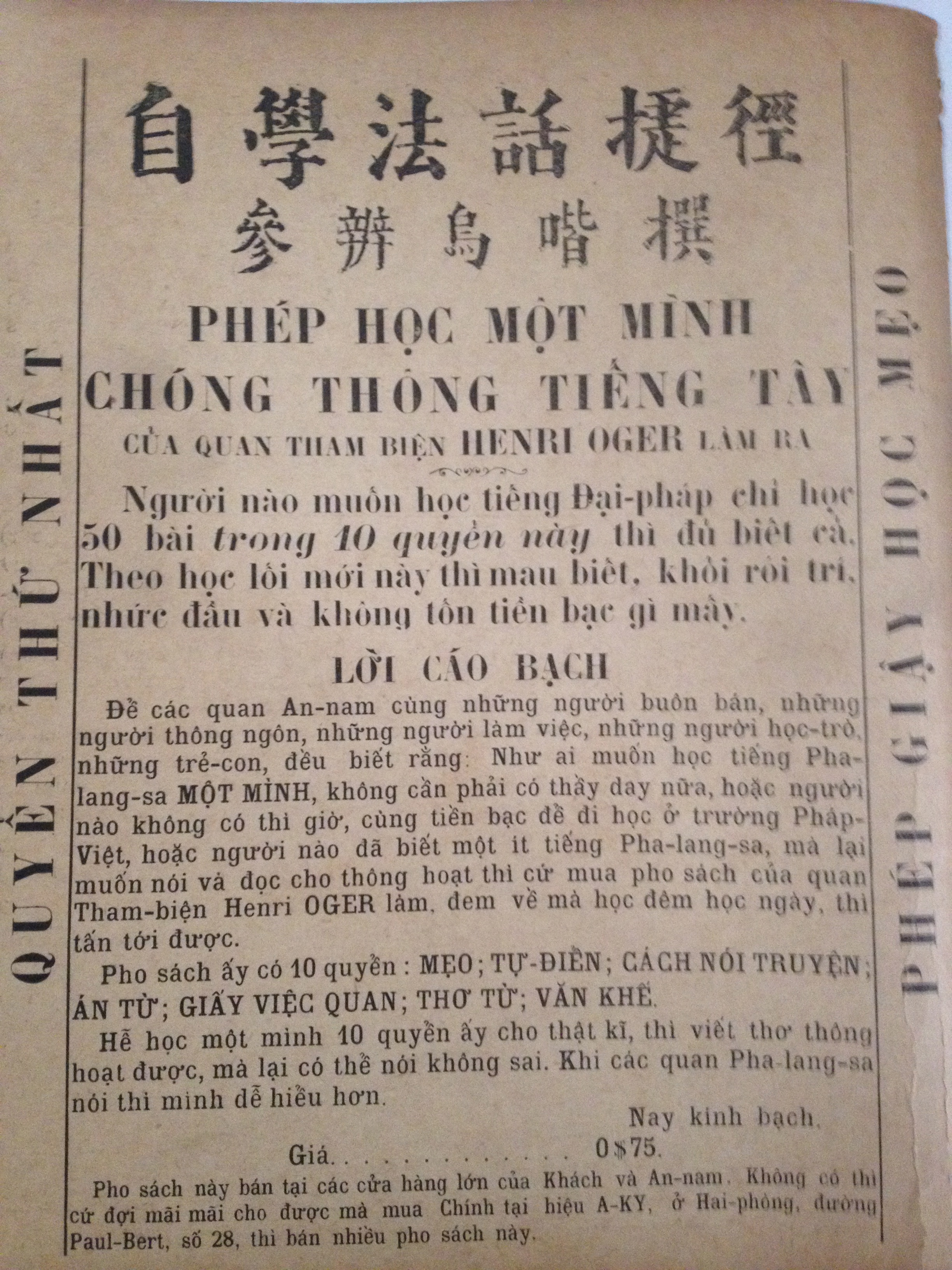
Cuốn Tự học Pháp thoại tiệp kính do Henri Oger soạn để dạy người Việt học tiếng Pháp vào đầu thế kỷ 20, in ở Hà Nội

## Các loại và các giọng tiếng Pháp
- Tiếng Pháp tại Acadia (New Brunswick hoặc Nouveau-Brunswick)
  - Giọng Cajun (Louisiana)
- Tiếng Pháp tại Bỉ
  - Giọng Wallon
- Tiếng Pháp tại Canada
- Tiếng Pháp tại Đông Dương
- Tiếng Pháp tại Maghreb
- Tiếng Pháp tại Pháp
  - Giọng Breton
  - Giọng Gascon
  - Giọng Lyon
  - Giọng Marseille
  - Giọng Normand
  - Giọng Paris
  - Giọng Picard
  - Giọng Provence
- Tiếng Pháp tại châu Phi
- Tiếng Pháp tại Québec
  - Giọng Lac Saint Jean
  - Giọng Gaspésie
  - Giọng Montréal
  - Giọng Thành phố Québec
- Tiếng Pháp tại Thụy Sĩ

## Ngữ pháp
Ngữ pháp tiếng Pháp mang đặc điểm của nhóm ngôn ngữ Rôman là một ngôn ngữ biến tố. Các danh từ gồm 2 giống: cái (féminin) và đực (masculin) và được hợp theo số lượng; các tính từ được hợp theo giống và số lượng. Các động từ được chia theo các ngôi và phụ thuộc vào trạng thái của chủ ngữ để phân loại và chia cùng với các trợ động từ (être hay avoir) ở các thời kép.

## Orthographe du Français (Chính tả tiếng Pháp)

### L'alphabet (bảng chữ cái)
Cũng giống như một số ngôn ngữ khác ở châu Âu, tiếng Pháp sử dụng bảng chữ cái Latin. Bảng chữ cái tiếng Pháp bao gồm 26 chữ cái, đó là
| STT | Chữ cái | Tên gọi | Phiên âm (IPA) | STT | Chữ cái | Tên gọi   | Phiên âm (IPA) |
| --- | ------- | ------- | -------------- | --- | ------- | --------- | -------------- |
| 1   | Aa      | a       | [a]            | 14  | Nn      | enne      | [ɛn]           |
| 2   | Bb      | bé      | [be]           | 15  | Oo      | o         | [o]            |
| 3   | Cc      | cé      | [se]           | 16  | Pp      | pé        | [pe]           |
| 4   | Dd      | dé      | [de]           | 17  | Qq      | qu        | [ky]           |
| 5   | Ee      | e       | [ə]            | 18  | Rr      | erre      | [ɛʁ]           |
| 6   | Ff      | effe    | [ɛf]           | 19  | Ss      | esse      | [ɛs]           |
| 7   | Gg      | gé      | [ʒe]           | 20  | Tt      | té        | [te]           |
| 8   | Hh      | ache    | [aʃ]           | 21  | Uu      | y         | [y]            |
| 9   | Ii      | i       | [i]            | 22  | Vv      | vé        | [ve]           |
| 10  | Jj      | ji      | [ʒi]           | 23  | Ww      | double vé | [dublə ve]     |
| 11  | Kk      | ka      | [ka]           | 24  | Xx      | ixe       | [iks]          |
| 12  | Ll      | elle    | [ɛl]           | 25  | Yy      | i grec    | [iɡʁek]        |
| 13  | Mm      | emme    | [ɛm]           | 26  | Zz      | zède      | [zɛd]          |

Trong đó, chữ ⟨w⟩ và ⟨k⟩ rất ít khi sử dụng trong tiếng Pháp (không tính tên người), chúng được tìm thấy trong các từ mượn nước ngoài như week-end (từ tiếng Anh là weekend), ⟨k⟩ thường được tìm thấy trong các từ có tiền tố là kilo như kilomètre, kilogramme, kilohertz...

### Diacritique (Hệ thống "thanh dấu")
Khác với tiếng Anh, từ ngữ tiếng Pháp có thể có thêm dấu ví dụ như dernière, château, création.. etc. Dưới đây là bảng hệ thống dấu câu, tên gọi và cách phát âm
| Thanh dấu                   | Các chữ cái   | Cách phát âm                              | Ví dụ                                                  |
| --------------------------- | ------------- | ----------------------------------------- | ------------------------------------------------------ |
| Accent aigu (Dấu sắc)       | é             | [e]                                       | café, dépendance, créature, phénomène                  |
| Accent grave (Dấu huyền)    | à, è, ù       | [a], [ɛ], [u]                             | voilà, celà, évènement, assèchement, où                |
| Accent circonflexe (Dấu mũ) | â, ê, î, ô, û | [a], [ɛ], [i], [o], [u]                   | bâtiment, âme, bête, forêt, île, croître, crûment, sûr |
| Accent tréma (Dấu amlaut)   | ï, ë          | [i], [ɛ]                                  | canoë, boësse, amuïssement, coïcidence                 |
| La cédille (Dấu xêđi)       | ç             | [s] đứng phía trước các nguyên âm a, o, u | français, ça, leçon, façon,soupçonner, reçu, aperçu    |

Ngoài ra còn có dấu lược (apostrophe) như c'est, l'hiver và dấu gạch ngang (trait d'union) như grands-parents, plate-forme...

### Ligature (Chữ nối)
Trong tiếng Pháp, có hai ligature điển hình là Æ/æ (hình thành khi ⟨ae⟩ viết cùng với nhau) và Œ/œ (hình thành khi ⟨oe⟩ viết cùng với nhau).⟨æ⟩ được dùng trong những từ có nguồn gốc từ Latin hay Hy Lạp như tænia, ex æquo, cæcum.... Còn〈 Œ 〉 sử dụng rộng rãi trong các từ như œuf, œuvre, cœur, sœur...

## Ví dụ
| Tiếng Pháp      | Tiếng Anh       | Tiếng Việt            |
| --------------- | --------------- | --------------------- |
| Bonjour         | Hello           | Xin chào              |
| Au revoir       | Good bye        | Tạm biệt              |
| Bonne nuit      | Good night      | Chúc ngủ ngon         |
| Bon appétit     | Enjoy good meal | Chúc ngon miệng       |
| Merci           | Thank you       | Cảm ơn                |
| Le jour         | Day             | Ngày                  |
| La nuit         | Night           | Đêm                   |
| Le garçon       | Boy             | Cậu bé                |
| La fille        | Girl            | Cô bé                 |
| L'amour         | Love            | Tình yêu              |
| Je t'aime       | I love you      | Anh yêu em/em yêu anh |
| Le Français     | French          | Tiếng Pháp/người Pháp |
| Le Vietnamien   | Vietnamese      | Tiếng Việt/người Việt |
| La vie          | Life            | Cuộc sống             |
| Tu me manques   | I miss you      | Anh nhớ em/em nhớ anh |
| Je m'appelle... | My name is...   | Tên tôi là...         |